# Cornelia Froboess/Diskografie
Diese Diskografie ist eine Übersicht über die musikalischen Werke der deutschen Schauspielerin und ehemaligen Schlagersängerin Cornelia Froboess, die vielen auch unter den Namen Conny und Die kleine Cornelia bekannt war. Ihre erfolgreichste Veröffentlichung ist der Millionenseller Zwei kleine Italiener, mit dem sie im Jahr 1962 beim Eurovision Song Contest den sechsten Platz von 16 Teilnehmern belegte.

## Alben

### Studioalben
- 1963: Eine Tüte Luft aus Berlin (mit den Schöneberger Sängerknaben & großem Orchester)
- 1967: Die neuen Lieder der Cornelia Froboess

### Mitwirkung
- 195?: Das deutsche Wunschkonzert
- 1964: Die großen Musicals
- 1964: Die Blume von Hawaii / Viktoria und ihr Husar
- 1965: Kinderparty mit Bill Ramsey
- 1968: Eine Runde Polydor
- 1976: Musik ist Trumpf – Folge 3+4 (Neuaufnahme Pack die Badehose ein und Medley "My Fair Lady")
- 1976: Musik ist Trumpf – Folge 5+6 (Medley "Walt Disney-Filmmelodien")

### Soundtracks
- 1994: Conny Froboess & Peter Kraus: Wenn die Conny mit dem Peter / Conny und Peter machen Musik (CD zu den Filmen mit Peter Kraus)

### Werkausgaben
- 1987: Conny Froboess: Die Singles 1958–1959
- 1987: Conny Froboess: Die Singles 1960–1962
- 1990: Conny Froboess: Die Singles 1961–1964
- 1991: Conny Froboess: Die Singles 1964–1967
- 2000: O, diese Jöre – Die kleine Cornelia

### Kompilationen (Auswahl)
- 1963: Conny of Germany
- 1991: Das große deutsche Schlager-Archiv (mit Connie Francis)
- 1992: Conny’s Party
- 2000: Die kleine Cornelia
- 2006: Schlager und Stars
- 2007: Made in Germany
- 2011: Teenager Melodien
- 2012: Portrait
- 2013: Zwei kleine Italiener – 50 große Erfolge

### Soundtracks
- 1958: Hula-Hopp, Conny
- 1959: Wenn das mein großer Bruder wüsste
- 1959: Ja, so ein Mädchen mit 16
- 1960: Meine Nichte tut das nicht
- 1961: Der Traum von Lieschen Müller

### EPs (Auswahl)
- 1958: Diana
- 1959: Ja, so ein Mädchen mit 16 / Conny – En pige på 16 (Dänische Version)
- 1959: Melody und Rhythmus 1
- 1959: Conny og Jazzklubben (VÖ in Dänemark)
- 1960: Conny og dendes Storebror
- 1960: Chez nous (VÖ in Frankreich)
- 1962: On peux bien dire
- 1962: Tina och Marina (Zwei kleine Italiener)
- 1964: Liebelei (mit Rolf Bauer; VÖ in Frankreich)
- 1964: Little bittle Mondenschein

## Singles

### Chartplatzierungen
| Jahr | Titel Album | Höchstplatzierung, Gesamtwochen/‑monate, AuszeichnungChartsChartplatzierungen (Jahr, Titel, Album, Platzierungen, Wochen/Monate, Auszeichnungen, Anmerkungen) | Anmerkungen                                                                                      |
| Jahr | Titel Album | DE | Anmerkungen                                                                                      |
| ---- | --- | --- | ------------------------------------------------------------------------------------------------ |
| 1954 | Robinson-Mambo – | DE22 (2 Mt.)DE | Erstveröffentlichung: 1954                                                                       |
| 1957 | Diana – | DE2 (8 Mt.)DE | Erstveröffentlichung: Dezember 1957                                                              |
| 1958 | I Love You, Baby – | DE2 (6 Mt.)DE | Erstveröffentlichung: Februar 1958                                                               |
| 1958 | Auch du hast dein Schicksal in der Hand – | DE8 (4 Mt.)DE | Erstveröffentlichung: Juni 1958                                                                  |
| 1958 | Glockengießer-Rock – | DE11 (5 Mt.)DE | Erstveröffentlichung: Juni 1958                                                                  |
| 1958 | Blue Jean Boy – | DE19 (3 Mt.)DE | Erstveröffentlichung: August 1958                                                                |
| 1958 | Jolly Joker – | DE22 (2 Mt.)DE | Erstveröffentlichung: Oktober 1958                                                               |
| 1958 | Hey Boys – How Do You Do? – | DE20 (3 Mt.)DE | Erstveröffentlichung: Oktober 1958                                                               |
| 1958 | Teenager-Melodie – | DE19 (2 Mt.)DE | Erstveröffentlichung: November 1958 mit Will Brandes                                             |
| 1959 | Mister Music – | DE16 (4 Mt.)DE | Erstveröffentlichung: Juni 1959                                                                  |
| 1959 | Kleine Lucienne – | DE8 (7 Mt.)DE | Erstveröffentlichung: September 1959                                                             |
| 1959 | Little Girl – | DE16 (4 Mt.)DE | Erstveröffentlichung: September 1959                                                             |
| 1959 | Ein Mädchen mit 16 – | DE22 (3 Mt.)DE | Erstveröffentlichung: September 1959                                                             |
| 1960 | Yes, My Darling! – | DE13 (3 Mt.)DE | Erstveröffentlichung: März 1960 mit Rex Gildo                                                    |
| 1960 | Lippenstift am Jackett – | DE27 (1 Mt.)DE | Erstveröffentlichung: März 1960                                                                  |
| 1960 | Midi-Midinette – | DE10 (7 Mt.)DE | Erstveröffentlichung: Juli 1960                                                                  |
| 1960 | Wer wird der Erste sein – | DE49 (1 Mt.)DE | Erstveröffentlichung: Juli 1960                                                                  |
| 1960 | Sag mir, was du denkst – | DE21 (3 Mt.)DE | Erstveröffentlichung: August 1960 mit Peter Kraus                                                |
| 1960 | Lago Maggiore – | DE46 (2 Mt.)DE | Erstveröffentlichung: Dezember 1960                                                              |
| 1961 | Firulin – | DE40 (1 Mt.)DE | Erstveröffentlichung: April 1961 mit Rex Gildo                                                   |
| 1961 | Ich bin für die Liebe nicht zu jung – | DE19 (3 Mt.)DE | Erstveröffentlichung: Juni 1961                                                                  |
| 1961 | Mein Vater war ein Cowboy – | DE17 (1 Mt.)DE | Erstveröffentlichung: Juni 1961                                                                  |
| 1961 | Mariandl – | DE20 (2 Mt.)DE | Erstveröffentlichung: September 1961                                                             |
| 1961 | Einen Kuß und noch einen Kuß … – | DE28 (3 Mt.)DE | Erstveröffentlichung: November 1961                                                              |
| 1961 | Zwei kleine Italiener / Gino (Englischsprachige Version) / Twee kleine Italianen (Niederländische Version) / Un bacio all’ Italiana (Italienische Version) – | DE1 (7 Mt.)DE | Erstveröffentlichung: Dezember 1961 Verkäufe: + 1.225.000 6/16 beim Eurovision Song Contest 1962 |
| 1962 | Lady Sunshine und Mr. Moon – | DE3 (6 Mt.)DE | Erstveröffentlichung: Mai 1962                                                                   |
| 1963 | Du bist mir so sympathisch – | DE24 (2 Mt.)DE | Erstveröffentlichung: März 1963                                                                  |
| 1963 | Verliebt, verlobt, verheiratet – | DE7 (4 Mt.)DE | Erstveröffentlichung: Mai 1963 mit Peter Alexander                                               |
| 1963 | Skip-Du-Bi-Du – | DE16 (3 Mt.)DE | Erstveröffentlichung: August 1963                                                                |
| 1963 | Drei Musketiere – | DE4 (5 Mt.)DE | Erstveröffentlichung: Dezember 1963                                                              |
| 1964 | John, der edle Ritter – | DE45 (1 Mt.)DE | Erstveröffentlichung: November 1964                                                              |
| 1964 | Hey, Baron Münchhausen – | DE33 (1 Mt.)DE | Erstveröffentlichung: November 1964                                                              |
| 1965 | Diese Nacht hat viele Lichter – | DE22 (3½ Mt.)DE | Erstveröffentlichung: Januar 1965                                                                |
| 1966 | Ich geh’ durch den Regen – | DE38 (1 Mt.)DE | Erstveröffentlichung: April 1966                                                                 |

### Weitere Singles
als Die kleine Cornelia
- 1951: Pack die Badehose ein / Take the Bathing Trunks Along (Englischsprachige Version, VÖ in den USA)
- 1951: Ich heirate Papi
- 1951: O diese Jöre
- 1951: An der Ecke steht ein Schneemann
- 1952: Lausbub
- 1952: Ich mach mir solche Sorgen um die Großen
- 1952: Am liebsten spiele ick uff unsern Hof
- 1953: Pony-Serenade
- 1953: Der kleine Cowboy Conny
- 1954: Lieber Gott, laß die Sonne wieder scheinen (mit den Schöneberger Sängerknaben)
- 1954: Dort am Nil wohnt ein Krokodil
- 1954: Wasserratten-Polka
- 1954: Mit dir möcht’ ich noch mal zur Schule geh’n
- 1954: Schneeflöckchen fallen ganz sacht
- 1955: Bimbo

als Conny
- 1959: Ob 15, ob 16, ob 17 Jahre alt
- 1959: Conny zingt Nederlands! (VÖ in Benelux)
- 1959: Lieber Disc-Jockey
- 1959: Junge, mach’ Musik / Lago Maggiore
- 1959: Mr. Music / Wenn das mein großer Bruder wüsste
- 1960: Een meisje van zestien (VÖ in Benelux)
- 1960: Papa liebt Mama
- 1961: Lovable (VÖ im Vereinigten Königreich)
- 1961: Paris Bravo (VÖ in Frankreich)

als Conny Froboess bzw. Cornelia Froboess
- 1962: Dafür versteh’n wir uns zu gut
- 1964: Little Bittle Mondenschein
- 1965: Meine Hochzeitsreise mach’ ich auf den Mond (Deutsche Schlager-Festspiele 1965)
- 1965: Gestern um dreiviertel Zehn
- 1966: Der Sommer geht
- 1967: Schreib es in den Sand
- 1991: Ich komme nie mehr los von dir (mit Peter Alexander, Aufnahme 1964, VÖ 1991)
- 1992: Sing Conny Sing – Remix ’92

### Beiträge für Soundtracks
- 1958: Wenn die Conny mit dem Peter (mit Peter Kraus, unverkäufliche Single der Constantin-Film)
- 1960: Conny und Peter machen Musik (mit Peter Kraus & Rex Gildo)

## Statistik

### Chartauswertung
|                       | DE     |
| --------------------- | ------ |
| Nummer-eins-Singles   | DE1DE  |
| Top-10-Singles        | DE10DE |
| Singles in den Charts | DE34DE |